# Wieża starego kościoła w Nuenen

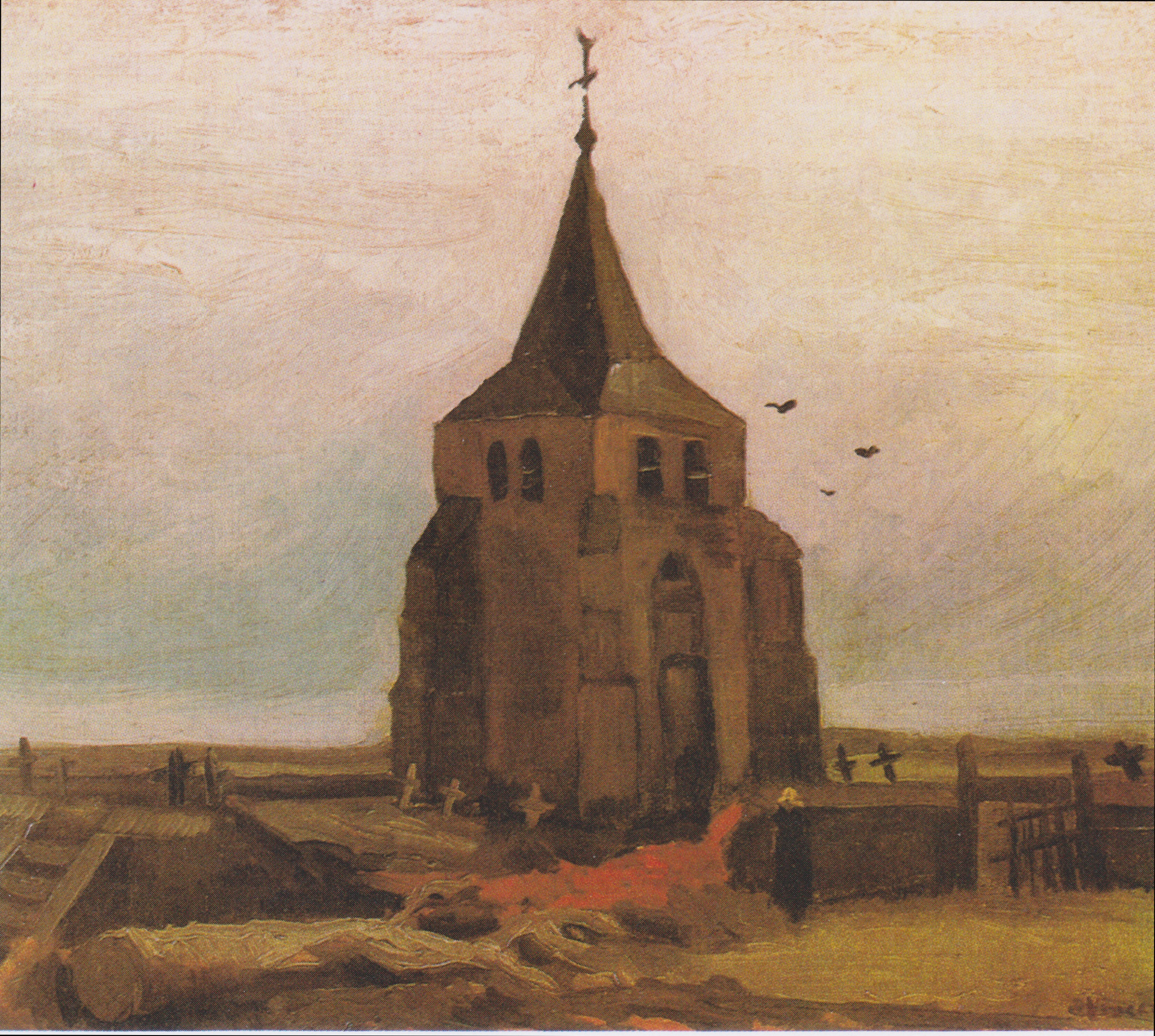
Wieża starego kościoła w Neunen (Cmentarz chłopski), 1884, Zurych, Fundacja E.G. Bührlego (F88)

Wieża starego kościoła w Nuenen – seria obrazów i rysunków namalowanych w latach 1884–1885 przez Vincenta van Gogha, holenderskiego malarza, jednego z głównych przedstawicieli postimpresjonizmu. Tematem cyklu jest zrujnowana wieża XII-wiecznego, późnoromańskiego kościoła w Nuenen (Brabancja Północna, Holandia).

## Okoliczności powstania cyklu
W roku 1882 ojciec Vincenta Van Gogha został pastorem w Nuenen i wraz z rodziną zamieszkał w tamtejszej plebanii. Po kilkumiesięcznym pobycie w Drenthe w grudniu 1883 przeniósł się do Nuenen i został tam do maja 1885 roku. Podczas tego pobytu Van Gogh w swoich rysunkowych i malarskich studiach jako główny podmiot wybrał życie miejscowych chłopów, a także widoki tej miejscowości. Malował także ludzi poznanych przez swojego ojca, w tym miejscowego ministra. 
Vincent van Gogh zmieniał swój malarski styl, malował częstokroć chłopów wewnątrz ciemnych pomieszczeń, a przykładem jest znany obraz  Jedzący kartofle.  Kartofle i polne warzywa były głównymi potrawami miejscowych chłopów (mięso i chleb były uważane za luksusowe potrawy). Szkocki filozof Thomas Carlyle określił chłopską biedotę mianem zjadaczy korzeni („root-eaters”). Drugim głównym tematem jaki obrał Van Gogh podczas pobytu w Nuenen była sama miejscowość, zwłaszcza stare kościoły, obiekty parafialne, cmentarze. Tematyka ta ma ścisły związek z życiem rodzinnym Van Gogha. Urodził się jako drugie dziecko. Rok wcześniej w wyniku poronienia zmarło pierwsze dziecko, które miało otrzymać imię Vincent. Częstokroć malarz odwiedzał miejsce spoczynku niedoszłego brata, który spoczął w Zundert Groot. Innym źródłem inspiracji była twórczość francuskiego realisty Jeana-François Milleta, który namalował m.in. Kościół w Greville.

## Charakterystyka cykluWieża kościoła w Nuenen
Seria obrazów Wieża kościoła w Nuenen obrazuje ruiny niewielkiego późnoromańskiego kościoła, który był otoczony cmentarzem, z którego za czasów Vincenta ostały się pojedyncze nagrobki i drewniane krzyże. Podczas malowania kościoła Vincent był świadkiem jego podupadania w ruinę. Runął wówczas m.in. hełm wieży, a ostatnie obrazy tego kościoła Van Gogh namalował tuż przed rozbiórką ruin.   
Vincent van Gogh wykonał jedenaście obrazów i rysunków poświęconych kościołowi w Nuenen. Do jednego z rysunków o tym temacie dodano scenę pogrzebu. 
Wieża starego kościoła w Nuenen, (obraz znany także jako „Cmentarz chłopski”) (F84, Amsterdam, Muzeum van Gogha) został namalowany jako wyraz uznania dla chłopów i ich prostego, skromnego trybu życia, którzy „od wieków... spoczywają wiecznie pomiędzy polami, które były ich korzeniami i codziennością.” Zrujnowana wieża według Van Gogha symbolizowała przemijalność a także podupadanie roli wiary i religii w świadomości ówczesnego, miejscowego społeczeństwa. 
O tym obrazie Van Gogh powiedział następująco:

Pragnąłem (w tych obrazach) wyrazić, jak bardzo prosta jest śmierć i pogrzeb, niczym opadające liście jesienią – właśnie ktoś wykopał ziemię – postawił mały drewniany krzyż. Otaczające pola – oni kreślą ostateczną linię na horyzoncie, gdzie trawa na cmentarzu kończy się – niczym horyzont morza. I teraz ta ruina mówi mi, jak wiara i religia przeminęły i odeszły daleko, chociaż były mi tak dobrze znane – jednakże życie i śmierć chłopów jest i pozostanie takie same: zawsze kiełkuje i więdnie jak trawa i kwiaty, które rosną w tym cmentarzu.

## Kościoły w innych dziełach Van Gogha
W swojej twórczości Van Gogh kilkakrotnie malował kościoły, lub krajobrazy w których świątynia występuje. W okresie haskim kilkakrotnie uwieczniał miejscowe stare miasto i kościoły, w tym Nieuve Kerk. Częstokroć rysował i malował   niewielkie, prowincjonalne kościoły Holandii, w tym zachowany do dziś kościół reformowany, parafia ojca malarza, Theodora van Gogh. Przykładem jest obraz Wierni po nabożeństwie w kościele reformowanym w Nuenen z roku 1884. Podczas pobytu w Auvers-sur-Oise Van Gogh przed swoją śmiercią kilkakrotnie malował miejscowy gotycki kościół. Przykładem jest namalowany w 1890 roku Kościół w Auvers.

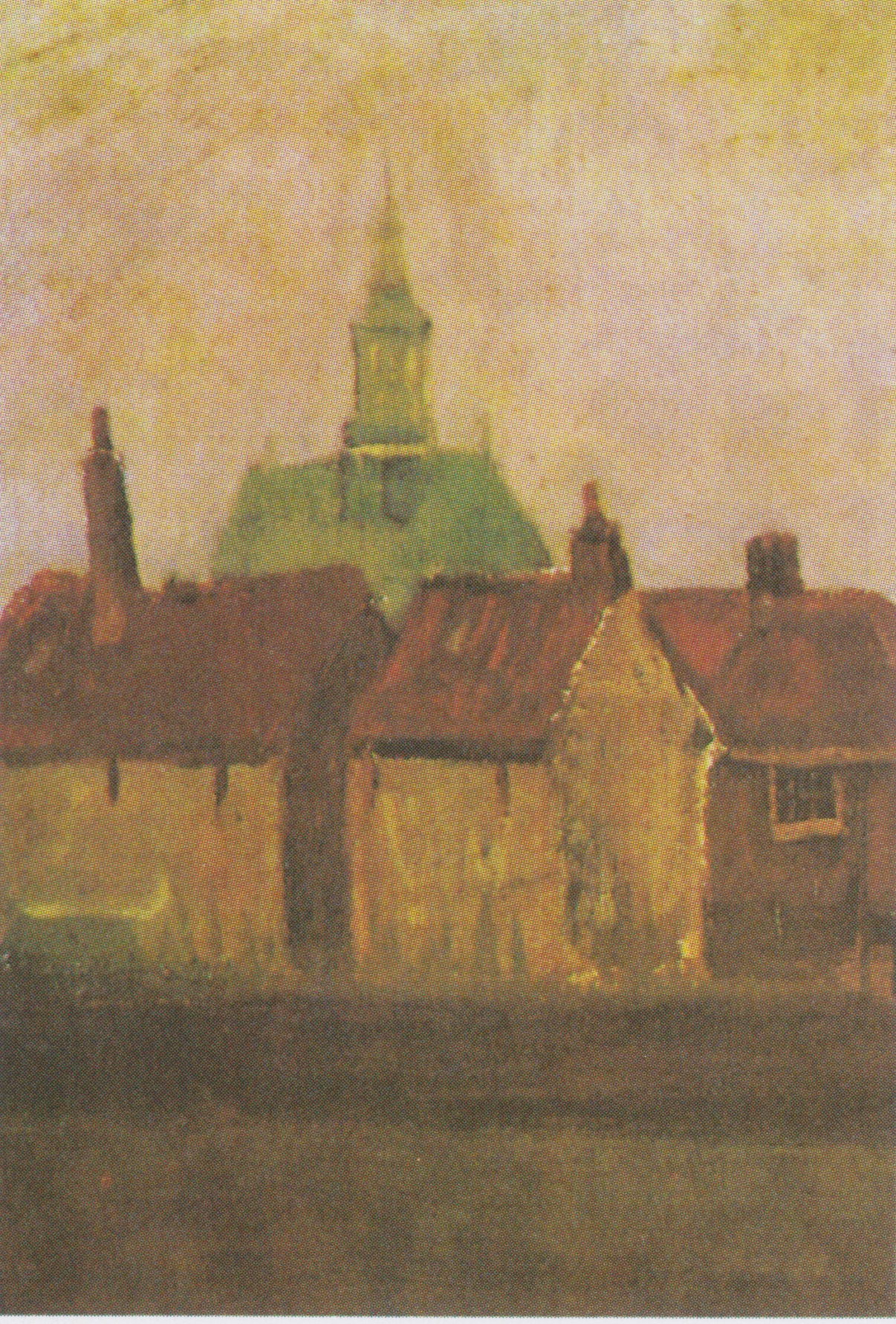
Stare kamienice i Neuve Kerk w Hadze, 1882, kolekcja prywatna (F204)
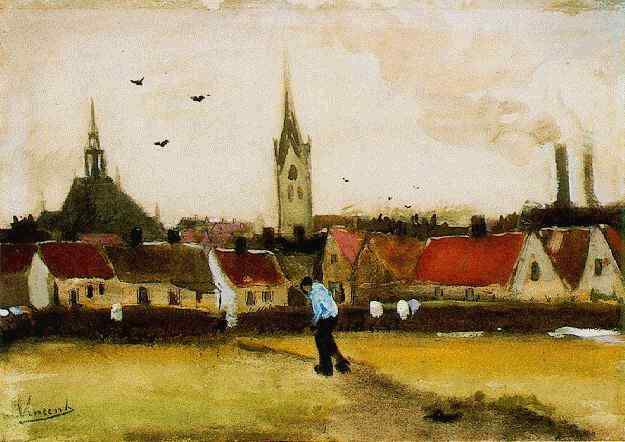
Widok Hagi z Nieuve Kerk, akwarela, 1882, Haga, Prywatna kolekcja Ivo Bouwmana (F1680)
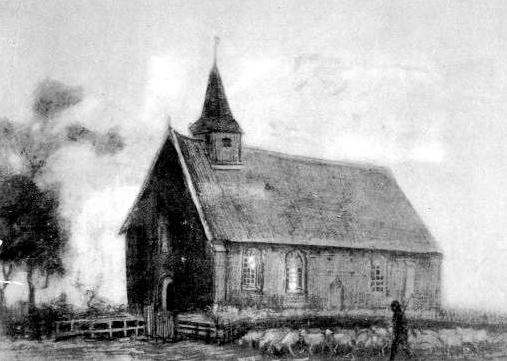
Pasterz ze stadem owiec koło kościółka w Zweeloo, rysunek ołówkiem i piórkiem, 1883, kolekcja prywatna (F877)
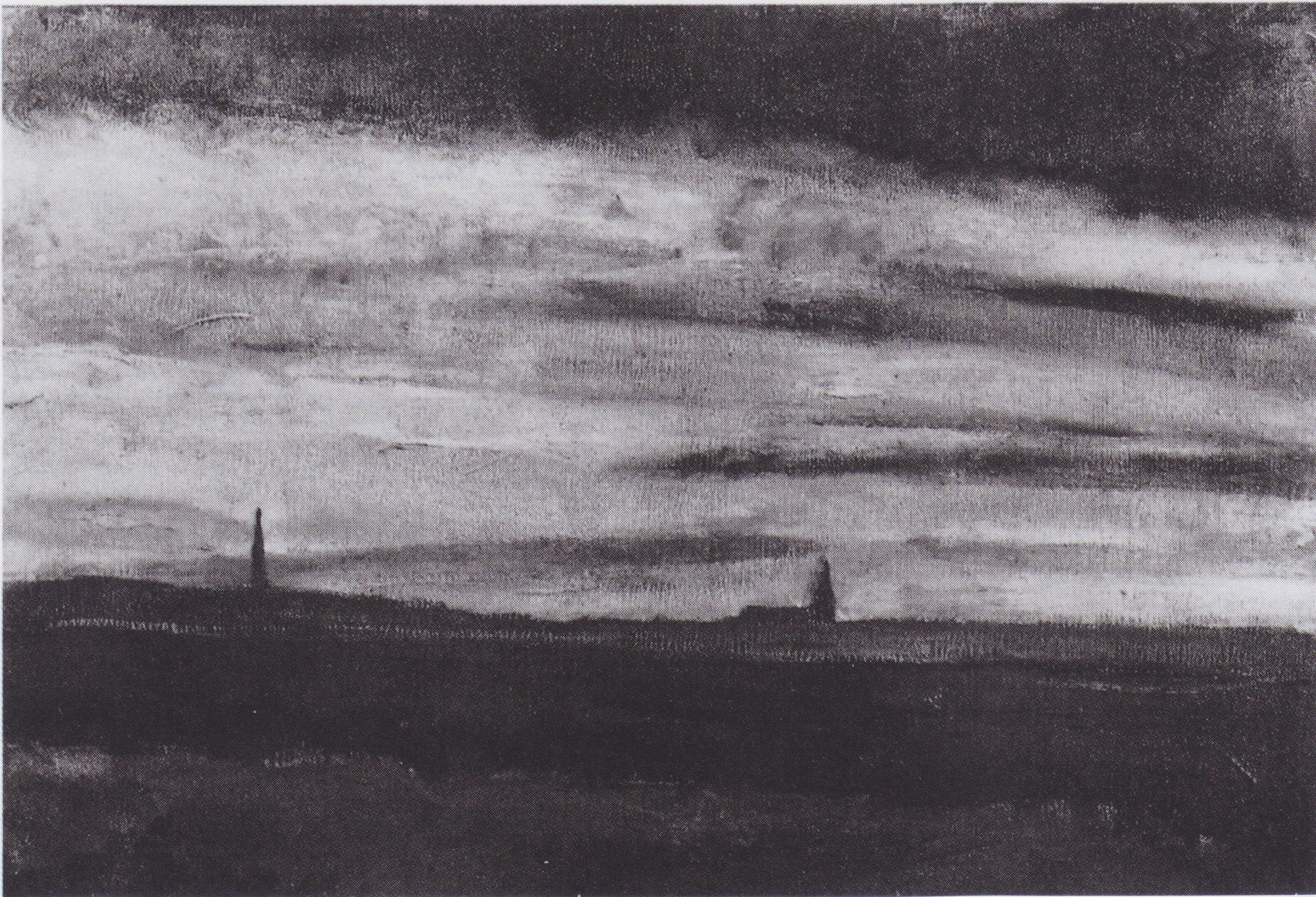
Krajobraz z kościołem o zmierzchu, 1883, kolekcja prywatna (F188)
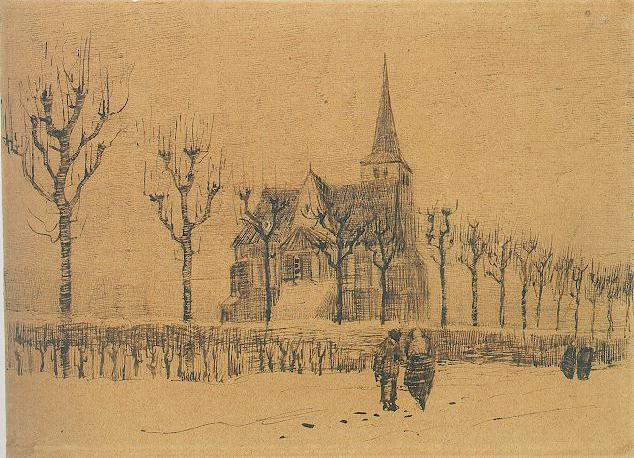
Krajobraz z kościołem, rysunek piórkiem i ołówkiem, 1883, Amsterdam, Muzeum Vincenta van Gogha (F1238)
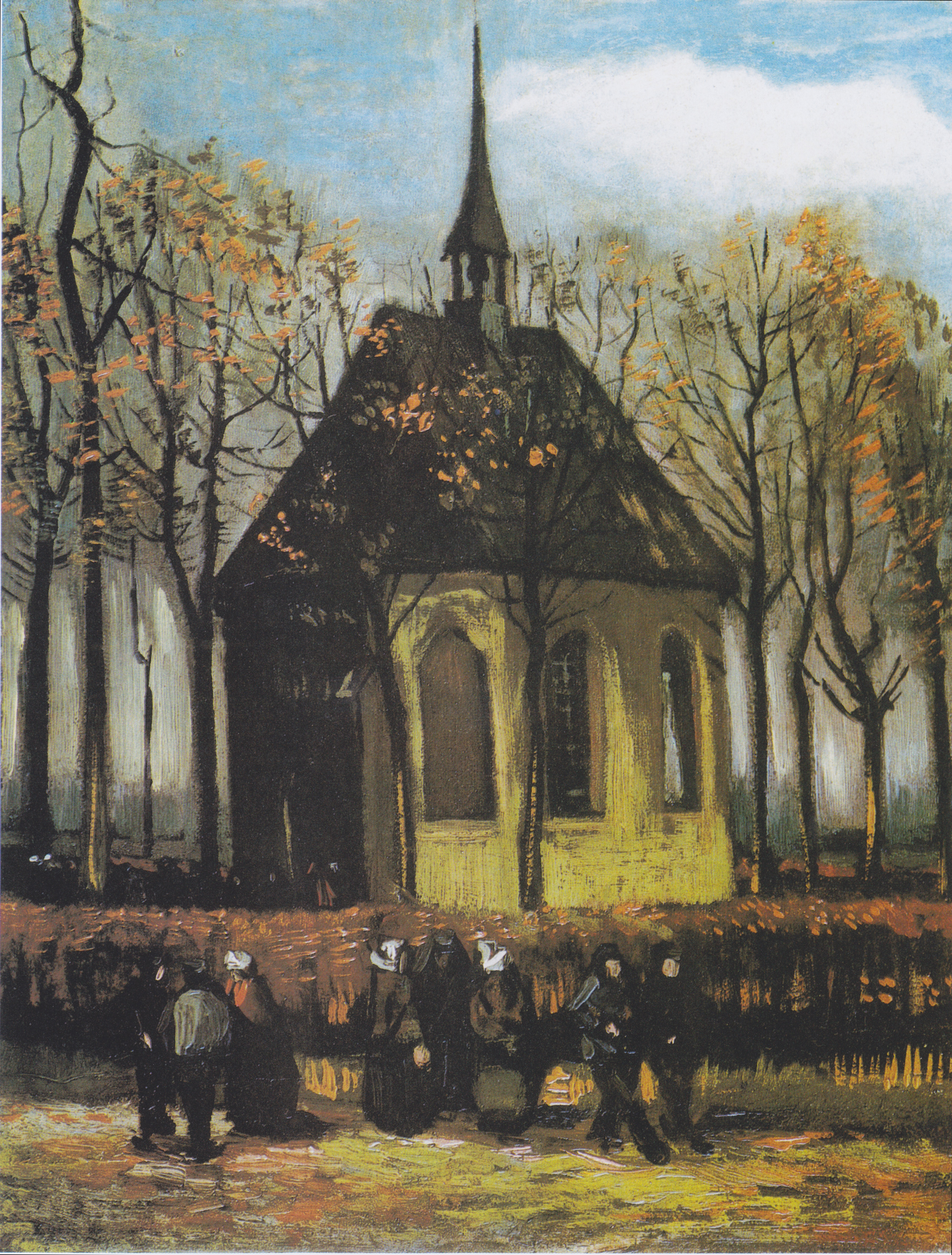
Wierni po nabożeństwie w kościele reformowanym w Nuenen, 1884, Amsterdam, Muzeum Vincenta van Gogha (F25)
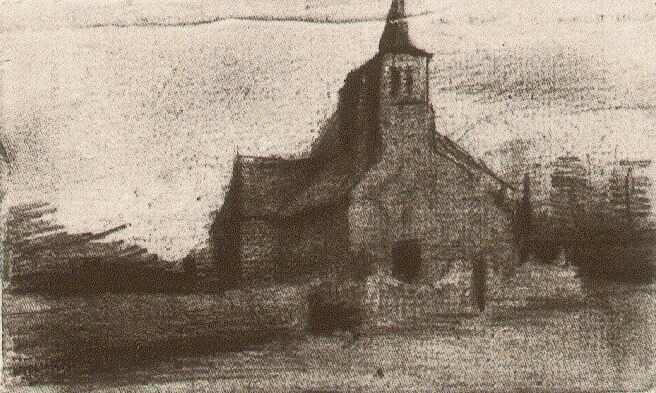
Kościół Świętego Marcina w Tongelre, rysunek ołówkiem i kredą, 1885, Amsterdam, Muzeum Vincenta van Gogha (F: None, JH: 640)
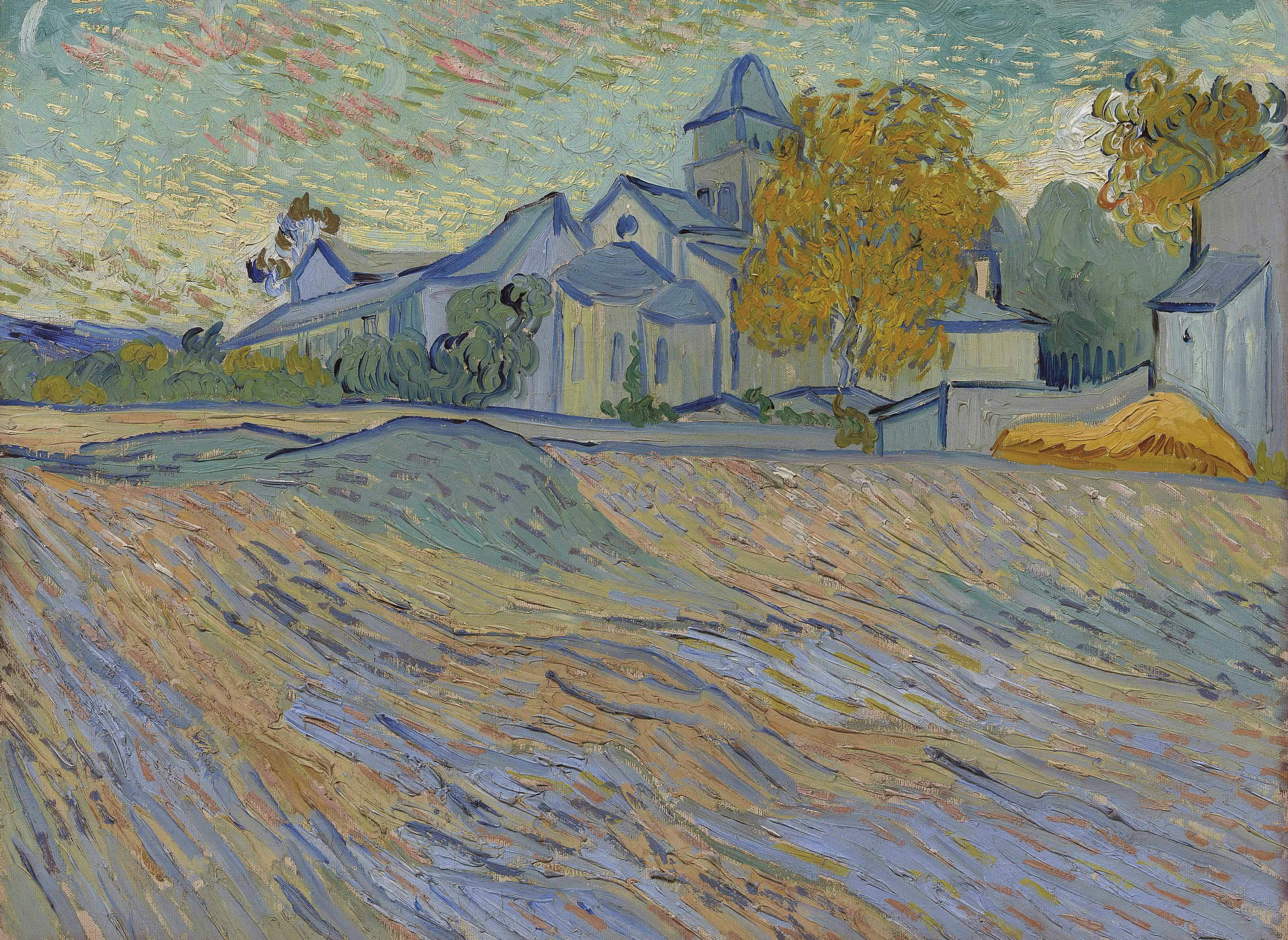
Widok na kościół w Saint-Paul-de-Mausole, 1889, kolekcja prywatna (F803)
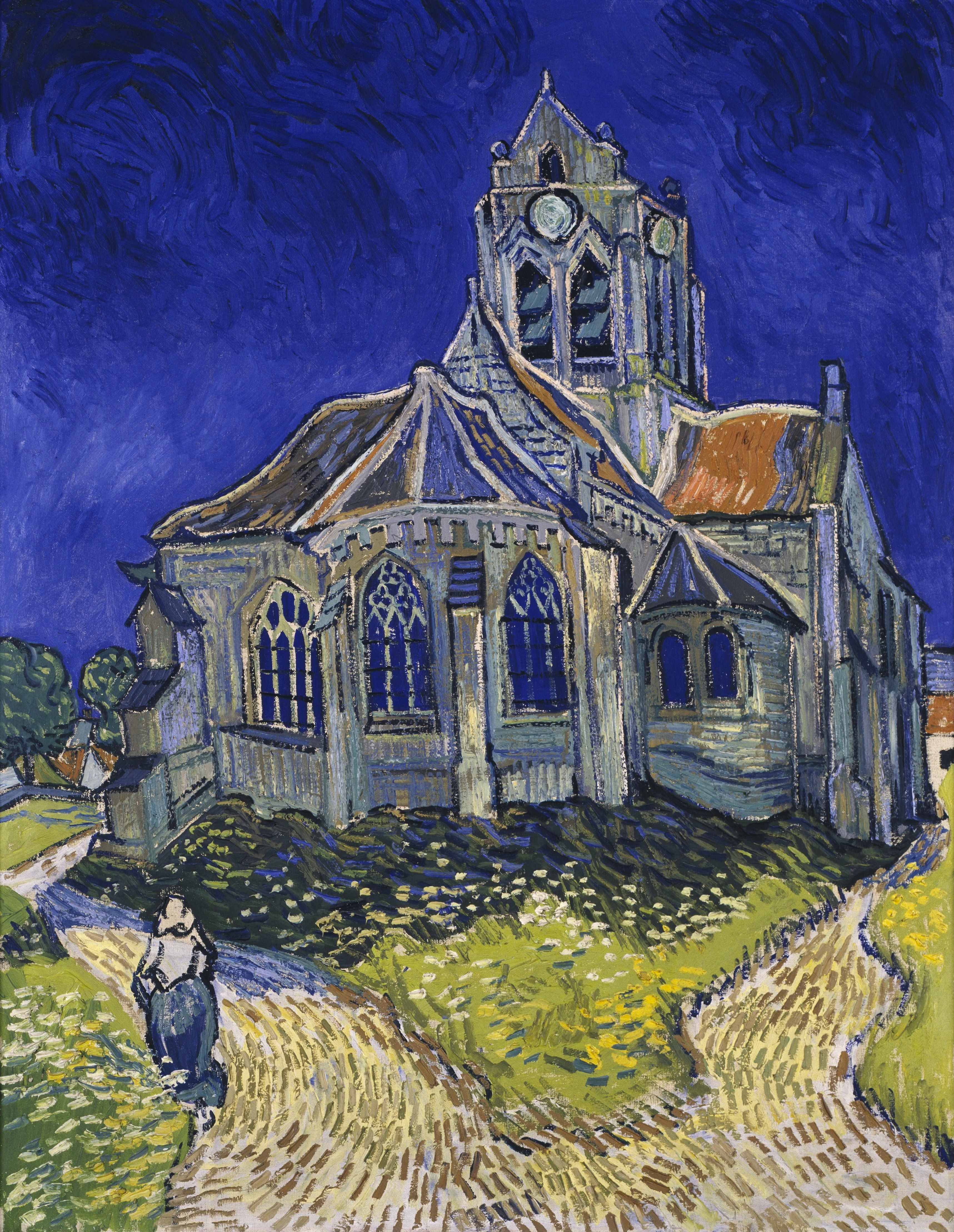
Kościół w Auvers, 1890, Paryż, Musée d’Orsay (F789)
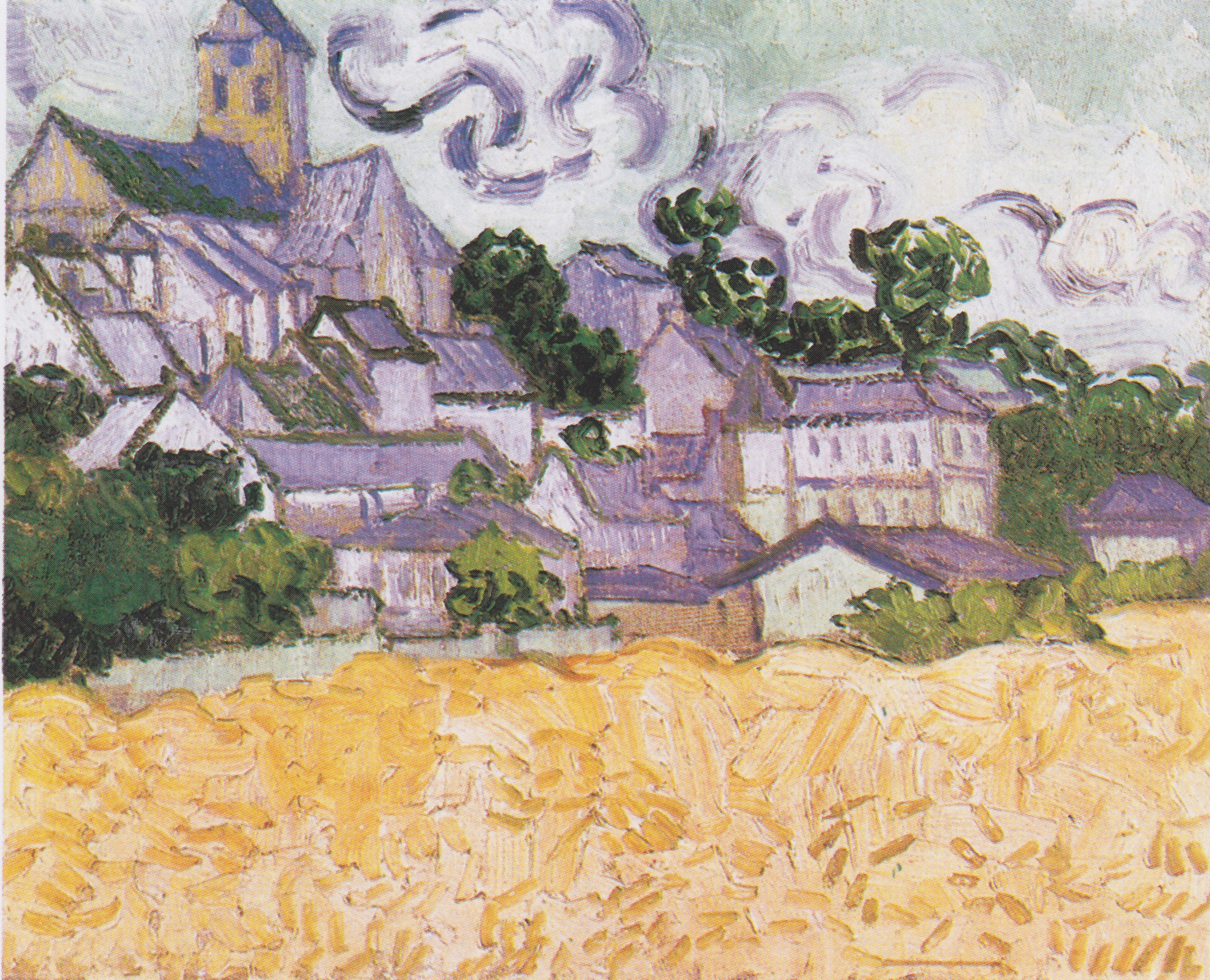
Widok na Auvers z kościołem, 1890, kolekcja prywatna (F800)